# Ибрагимов, Хаким Эльчин оглы
Хаким Эльчин оглы Ибрагимов (азерб. Hakim Elçin oğlu İbrahimov; род. 2 октября 1990) — азербайджанский легкоатлет, член сборной Азербайджана по лёгкой атлетике. Принимал участие на летних Паралимпийских играх 2016 года в Рио-де-Жанейро, на которых был гидом Эльмира Джабраилова, Эльчина Мурадова и Елены Чебану.

## Биография
Хаким Ибрагимов родился 2 октября 1990 года в городе Ташкент. В 13 лет вместе с родителями переехал в Баку.
Когда он учился в школе, учительница по физкультуре увидела то, как он себя проявлял на занятиях и посоветовала ему заняться лёгкой атлетикой, порекомендовав его своему наставнику Владимиру Михайловичу. Позднее Ибрагимов стал заниматься у Джавида Хасполадова.
Принимал участие на международных соревнованиях в Грузии, посвящённых Виктору Санееву, где занял 4 место. Участвовал в турнирах в Трабзоне, Сербии, Азербайджане. На родине в соревнованиях по якутским прыжкам Хаким Ибрагимов показал свой лучший результат, после чего получил звание кандидата в мастера спорта в тройных прыжках. В Якутии же Ибрагимова официально признали мастером спорта по якутским прыжкам.
В феврале 2010 года Ибрагимов стал победителем соревнования в тройном прыжке международного турнира по лёгкой атлетике, посвящённого памяти заслуженного мастера спорта Александра Антипова, а также — обладателем бронзовой награды в прыжках в длину.
В 2012 году выступил на чемпионате Европы в Хельсинки, где в беге на 400 метров показал результат в 47,47 секунды и не пробился в полуфинал.
В январе 2016 года в беге на 800 метров Ибрагимов стал чемпионом города Баку, а на международном турнире в Усть-Каменогорске (Казахстан) — победителем на дистанции 800 метров (1:54,86), побив рекорд турнира, и бронзовым призёром в эстафете на дистанции 400 метров.
В этом же году принимал участие на Паралимпийских играх в Рио-де-Жанейро в качестве гида ряда спортсменов сборной Азербайджана. На Играх он помог Елене Чебану выиграть серебряную медаль в беге на 100 метров и бронзу в беге на 200 метров. В сентябре 2016 года Ибрагимов распоряжением президента Азербайджана Ильхама Алиева за высокие достижения на XV летних Паралимпийских играх в Рио-де-Жанейро, а также за заслуги в развитии азербайджанского спорта был награждён медалью «Прогресс».